# Sierra Leona en los Juegos Olímpicos de Seúl 1988
Sierra Leona estuvo representada en los Juegos Olímpicos de Seúl 1988 por un total de 12 deportistas, 11 hombres y una mujer, que compitieron en 4 deportes.
El portador de la bandera en la ceremonia de apertura fue el atleta Baba Ibrahim Suma-Keita. El equipo olímpico sierraleonés no obtuvo ninguna medalla en estos Juegos.